# Paranemastoma suchumium
Paranemastoma suchumium is een hooiwagen uit de familie aardhooiwagens (Nemastomatidae). Het werd een junior subjectief synoniem van Paranemastoma kalischevskyi (Roewer, 1951) in Martens (2006). Na 2023 de geldige combinatie is Paranemastoma kalischevskyi (Roewer, 1951).